# The Nth Commandment
Pour plus de détails, voir Fiche technique et Distribution.
The Nth Commandment est un film muet américain, réalisé par Frank Borzage, sorti en 1923.

## Fiche technique
- Titre original : The Nth Commandment
- Réalisation : Frank Borzage
- Scénario : Frances Marion, d'après la nouvelle éponyme de Fannie Hurst
- Photographie : Chester Lyons
- Production : Frank Borzage
- Société de production : Cosmopolitan Productions
- Société de distribution : Paramount Pictures
- Pays de production :  États-Unis
- Langue : anglais
- Format : Noir et blanc - 35 mm - 1,37:1 - Muet
- Genre : drame
- Durée : 80 minutes (8 bobines)[1]
- Date de sortie : 
  - États-Unis : 18 mars 1923

## Distribution
- Colleen Moore : Sarah Juke
- James Morrison : Harry Smith

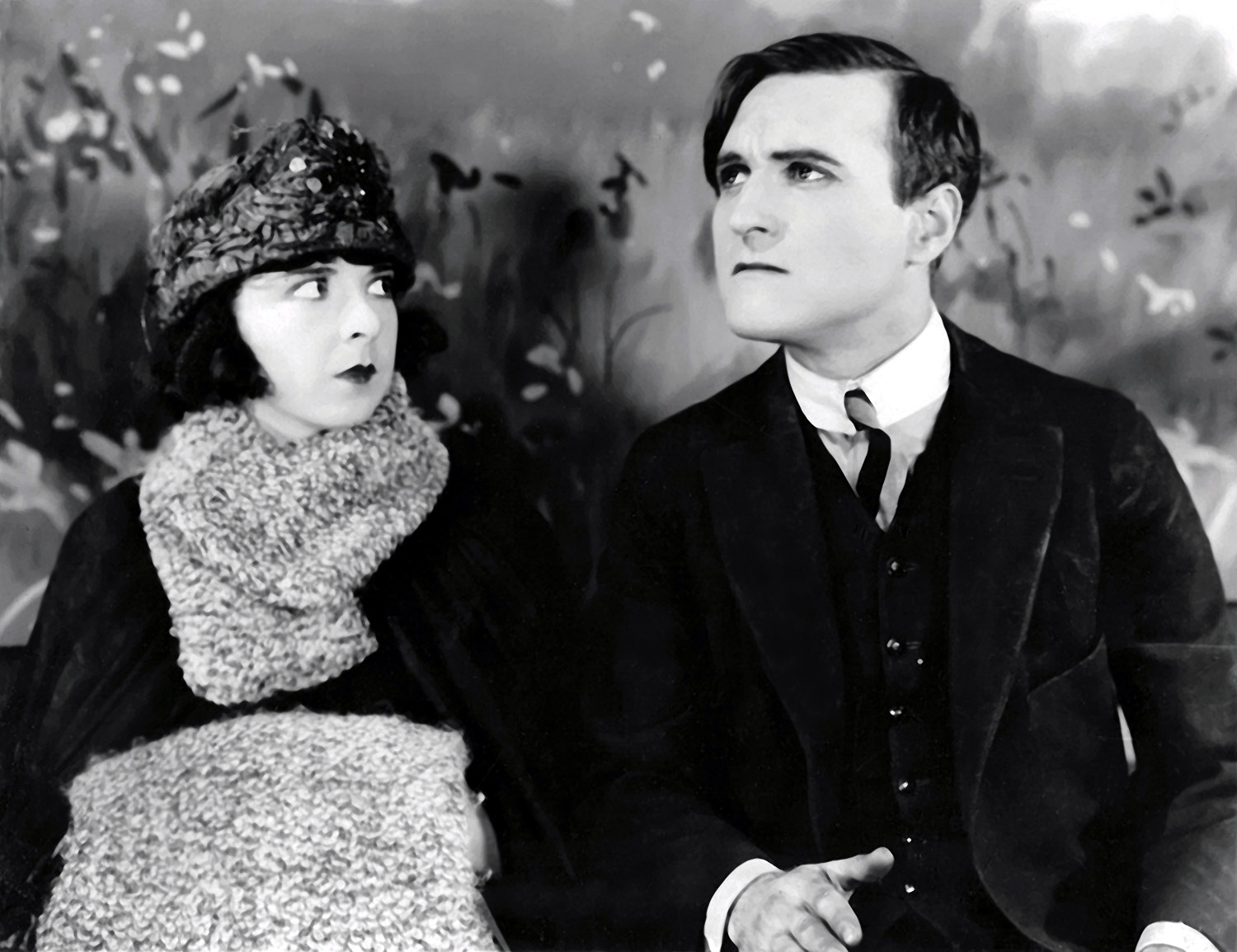
Colleen Moore et James Morrison dans "The Nth Commandment"

- Eddie Phillips : Jimmie Fitzgibbons
- Charlotte Merriam : Angine Sprunt
- George Cooper : Max Plute